# Földön kívüli élet
A Földön kívüli élet az élet olyan formája, mely nem a Földön keletkezett.
Létezését jelenleg sem bizonyítani, sem egyértelműen kizárni nem lehet, bár az valószínű, hogy nem csak a Földön alakult ki élet, így a kérdés elsősorban arra vonatkozik, hogy az élet megjelenése milyen gyakori a világegyetemben. A közvetlen bizonyítékok hiánya ellenére a Földön kívüli élet hipotézise kutatható, egyrészt az élet fennmaradásához szükséges környezetek, másrészt az élethez szükséges, vagy az általa termelt (biogén) anyagok felfedezésével. A Földön kívüli élet kutatásával az asztrobiológia tudománya foglalkozik.
A Földön kívüli életről szóló elképzelések a földi kultúrában jelentős szerepet játszanak modern korunkban. Ez nemcsak a tudományos-fantasztikus irodalomban, hanem más területeken is így van.
Földönkívülinek nevezzük azokat az élőlényeket, amelyek a mi bolygónkon, a Földön kívül léteznek, vagy onnan származnak. Létezésük hipotetikus: jelenleg nincs döntő bizonyíték sem a földönkívüli élet létezéséről, sem cáfolatáról, ugyanakkor számos tudós legalábbis valószínűnek tartja létezésüket. Többen egyenesen kizártnak tartják, hogy ne lennének még valahol élőlények a világegyetemben. Összességében létezésük igazolása csak következtetéseken alapul. A földönkívüli lények megjelenését tekintve vannak humanoid-elképzelések, hatalmas, vagy egzotikus szörnyekről szóló elképzelések, és különféle, kevésbé hatásvadász elképzelések baktériumokról, vírusokról, illetve a földi életformától teljesen eltérő lehetőségekről. A földönkívüli lények leírásával foglalkozó tudomány az exobiológia (magyarul az élet lehetőségeinek és megjelenési formáinak tanulmányozása más égitesteken).

## A Földön kívüli élet keresése
A Földön kívüli élet tudományos keresése jelenleg közvetlen és közvetett módon zajlik.

### Közvetlen keresés
A tudósok közvetlen bizonyítékait keresik az egysejtű élet létezésének a Naprendszeren belül, kutatásokat végezve a Mars felszínén és a Földre hullott meteoritok vizsgálatával. Terveznek egy küldetést az Europára, a Jupiter egyik holdjára, mely folyékony vízréteggel rendelkezik a felszíne alatt, ez esetleg tartalmazhat életet.
Létezik kis mennyiségű bizonyíték, miszerint mikrobiológiai élet létezhet vagy létezhetett a Marson. Egy kísérlet a Viking Mars-leszállóegységen gázkibocsátásokat jelentett a felmelegített marsi talajból, mely egyesek szerint konzisztens a mikrobák jelenlétével. Ugyanakkor az ezt megerősítő bizonyítékok hiánya a Viking által végzett más kísérletekből arra utal, hogy egy nem-biológiai reakció valószínűbb. Ettől függetlenül 1996-ban baktériumokra hasonlító szerkezeteket véltek felfedezni az ALH84001 jelzésű meteoritban, mely a Marsból származó kövekből épül fel. Ez a jelentés erősen vitatott.
2005 februárjában két NASA-tudós bejelentette, hogy erős bizonyítékait találták a marsi életnek (Berger, 2005). A két tudós, Carol Stoker és Larry Lemke a NASA Ames Research Center-éből, állításaikat a Mars légkörében található metánnyomokra alapozták, mely hasonlított néhány primitív földi életforma metántermelésére és a saját, primitív élettel foglalkozó kutatási eredményeikre a Tinto folyó közelében Spanyolországban. A NASA tagadta a tudósok állításait, és Stoker maga is visszavonta eredeti következtetéseit (spacetoday.net, 2005). Ugyanakkor néhány nappal azután, hogy Stoker és Lemke közzétette állításait, az Európai Űrügynökség (ESA) tudósai bejelentették, hogy a saját méréseik a Marson található metánról szerves eredetet feltételeztek (Michelson, 2005).
Bár ezek az eredmények még mindig vitatottak, a marsi életben való hit nőni látszik a tudósok között. Egy informális véleményfelmérésen, az ESA konferenciáján, ahol bejelentették eredményeiket, a tudósok 75%-a kijelentette, hisz abban, hogy valaha volt élet a Marson és 25% kijelentette, hisz abban, hogy jelenleg is van ott élet (Michelson, 2005).

#### Földön kívüli élet keresése aNaprendszerben
Égitestek, melyeken az élet valószínűsége a legnagyobb, a valószínűség csökkenő sorrendjében. Ezekből három hold, melyeken nagy kiterjedésű felszín alatti folyadék megléte lehetséges, amelyekben kialakulhatott az élet:
- Mars – folyékony víz létezett a múltban a Marson, és még mindig lehet nagy mennyiségű folyadék a felszín alatt. Metánt is találtak a Mars atmoszférájában.
- A Jupiter Europa holdja – a vízjég kéreg alatt minden valószínűség szerint folyékony vízóceán található, melyet a Jupiter által keltett árapályerők tartanak folyékonyan.
- A Szaturnusz Titan holdja – az egyetlen, atmoszférával rendelkező ismert hold. Érintette a Huygens szonda. Szénhidrogén-tavakkal (esetleg -óceánokkal) rendelkezik. Légkörében a Nap lágy röntgensugarainak hatására, amennyiben folyékony víz is megjelenik, nukleinsavak is keletkezhetnek.[1]
- A Szaturnusz Enceladus holdjának felszíne alatt folyékony víz lehet.[2] A Cassini űrszonda az Enceladus kriovulkáni kitöréseiben vízjeget, metánt és egyszerű szerves molekulákat talált, ezeknek biológiai eredete esetleg kimutatható már ezzel az űrszondával is.[3]
- Vénusz – napjainkban csak az atmoszférában képzelhető el,[4] nem a felszínen. A bolygó történetének elején, talán néhány százmillió évig, lehetett folyékony víz a felszínén, ami később elpárolgott.[5]
- Ceresz – a törpebolygónak kőzetmagja és vízjégből álló kérge van, ellentétben a többi kisbolygóval, melyek a késői nagy bombázás során történt ütközések során elvesztették vízjégtartalmukat. Ha kialakult felszínén vagy mélyében az élet, onnan a Földre is juthatott szerves anyag vagy mikroorganizmus. A Cereszről származnak a HED meteoritok is.[6]

Számos más égitest is felmerült, beleértve a feltételezett légköri életet a gázóriásokon. Fred Hoyle feltételezése szerint mikrobiális élet létezhet az üstökösökön. Néhány földi mikroba képes volt évekig életben maradni egy holdszondán. Összetett többsejtes organizmusok léte ezen helyek bármelyikén nagyon valószínűtlen.

### Közvetett keresés

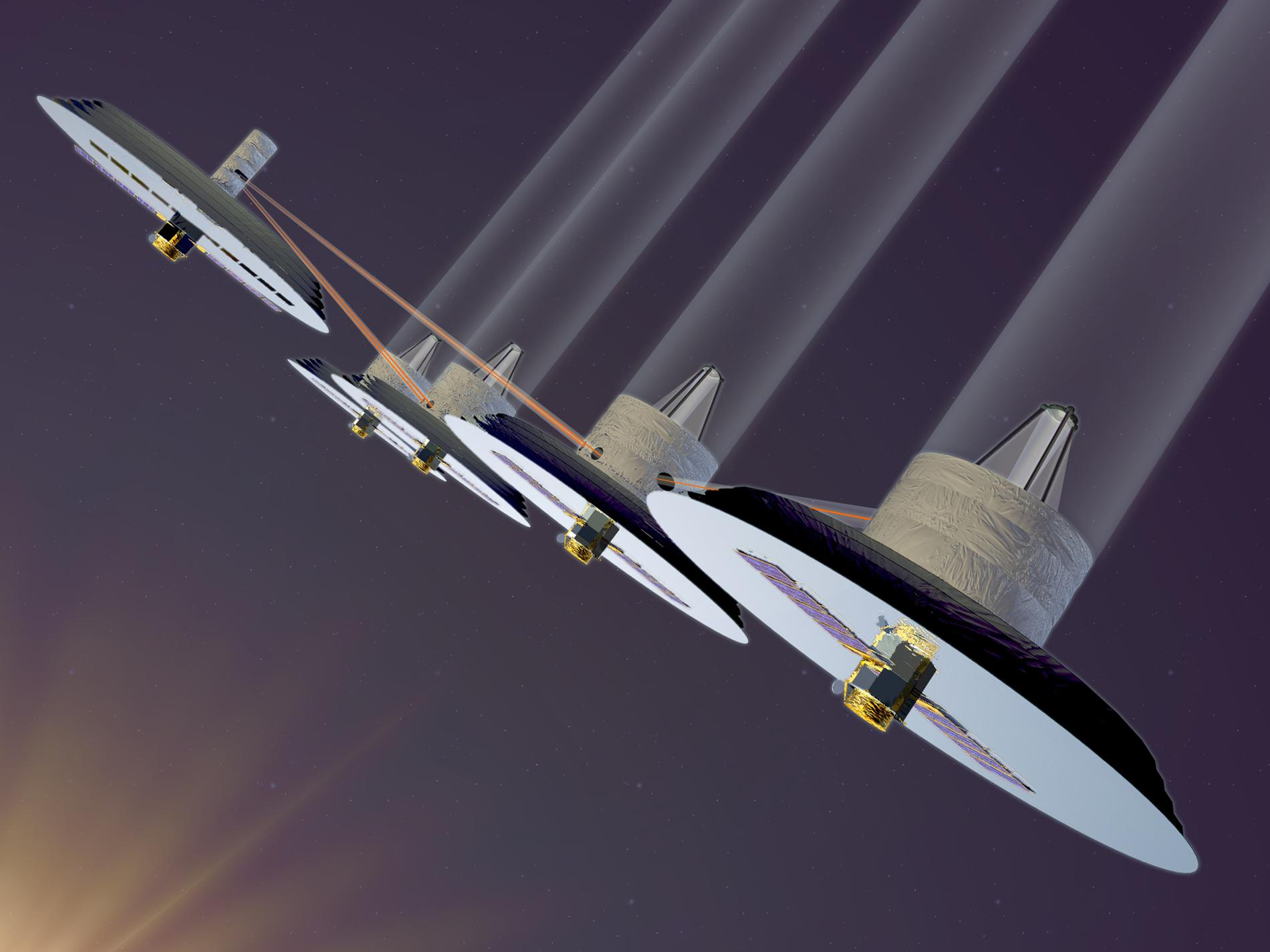
A tervezett amerikai Terrestrial Planet Finder program egységei. A program célja a Naprendszeren kívüli Föld típusú bolygók felkutatása lett volna. Az amerikai szenátus nem szavazta meg a NASA-nak a tervhez szükséges pénzt. A programot leállították.

A csillagászok kutatnak olyan Naprendszeren kívüli bolygók iránt is, amelyeken lehetséges az élet. Az esélyek nagyok, hisz tőlünk alig 50 fényév sugarú körben kb. 2000 csillag (1400 csillagrendszer) található.
Az Európai Déli Obszervatórium (ESO) csillagászai olyan exobolygót fedeztek fel a Gliese 581 csillag körül, amely a korábban felfedezett exobolygóknál alkalmasabb az élet hordozására (0-40 °C felszíni hőmérséklet, a Föld tömegénél alig 50%-kal nagyobb tömeg, keringési pálya a lakható övezeten belül).
Az exobolygók légkörében vagy felszínén biogén (élőlények által termelt) anyagok kimutatása napjaink műszerei számára szinte megvalósíthatatlan feladatot jelentenek, emiatt olyan módszereken dolgoznak, amelyekkel a jelenleg elérhető műszerekkel is következtethetünk az exobolygók anyagi összetételére. Fedési exobolygók esetében a csillag előtt történő átvonuláskor a csillagfény egy része a bolygó légkörén halad át, így a csillag sokkal erősebb fényének spektrumát elemezve talán kimutatható a bolygó légkörének összetétele.
Ha egy bolygó a saját tengelye körül forog, akkor a rajta lévő legnagyobb alakzatok (kontinensek, óceánok), ha egyenetlenül oszlanak el, a bolygó fényének (fényerő, színezet) periodikus változását okozzák, ebből következtetések vonhatók le a felszín összetételére. Próbaképpen a Deep Impact űrszonda az EPOXI kísérletsorozat keretében a távolról csak pontszerűen látszó Földet vizsgálta műszereivel. A kísérletet végző kutatóknak sikerült rekonstruálniuk néhány nagyobb felszíni alakzatot (például a Csendes-óceánt).
A Naprendszeren kívül számos helyen fedezhetőek fel szerves vegyületek. A fiatal csillagok körüli protoplanetáris korongokban a Spitzer űrtávcső segítségével acetilént és hidrogén-cianidot sikerült kimutatni, igaz, ez utóbbit csak az erősebb ultraibolya sugárzással rendelkező, Naphoz hasonló csillagok körül. Rádiócsillagászati módszerekkel a Tejútrendszeren belüli Sagittarius B2 óriás molekulafelhőben sikerült bonyolult szerves molekulákat, többek között etil-formiátot (C2H5OCHO) és az n-propil cianidot (C3H7CN) kimutatni, a kutatások fő célja azonban aminosavak felfedezése a csillagközi gázfelhőkben.
Az élőlényekben, nem tükörszimmetrikus szerves molekuláknak csak az egyik kiralitású változata található meg, amely az általa visszavert fény polarizációját befolyásolja, így elvben távolról is kimutatható. A tervezett EELT óriástávcső már alkalmas lehet a polarizációs anomália kimutatására exobolygók esetében is.
Elfogadott elmélet, hogy bármely technológiai társadalom sugároz magáról információt a környező űrbe. Az olyan projektek, mint a SETI, olyan rádiójelek után kutatnak, mely megerősítené az intelligens élet létezését.

## A Földön kívüli élet lehetséges kémiai alapjai
A Földön minden élet szén- és vízalapú, ez igaz lehet bárhol máshol az univerzumban. 
A szén kulcsfontosságú a földi élethez. Képes kovalens kötés kialakítására a nem-fém atomokkal, különösen a nitrogénnel, oxigénnel és a hidrogénnel. Az élethez a szénnek oxidált és redukált formában is jelen kell lennie. A szerves savakból (-COOH) és a bázikus aminokból (NH2-), képződnek az aminosavak. A szén- és oxigéntartalmú vegyületek egyik megnyilvánulási formái a szénhidrátok (CH2O)n, amelyek átalakításából az élőlények energiájukat fedezik (a hat szénatomos cukor, a glükóz biológiai oxidációja). A szénhidrátok (és származékaik) azonban az élőlények strukturális felépítésében is fontos szerepet játszanak. A poliszacharidok többek között a növényi sejt falának alapanyagai, míg a ribóz és a dezoxiribóz az RNS és a DNS alapkövei.
A nitrogén és származékai szintén nélkülözhetetlenek. 
Az ammónia és a belőle származtatott vegyületek, az aminok (NH2-), minden aminosavban megtalálhatók, amelyek azután víz kilépése közben egymással kötést alkothatnak, aminek hatására di- és polipeptidek, illetve fehérjék keletkeznek.
A kén fontos alkotóeleme egyes aminosavaknak (cisztein, metionin), továbbá a fehérjékben diszulfid kötéseket hozhat létre, amely révén stabilizálja a protein szerkezetét. Egyes egyszerű élőlények (baktériumok) a kéntartalmú vegyületek oxidációjából és redukciójából nyerik az energiát.
A foszfor származékai, mint például a foszforsav (H3PO4) a DNS és az RNS építőköve. A már említett biológiai oxidáció során képződik az ATP nevű, foszfor tartalmú vegyület. Energiaraktárként szolgál, minden fejlett földi élőlényben megtalálható.
A víz mindamellett, hogy poláros oldószer és a biokémiai reakciók színhelyéül szolgál, semleges pH-val rendelkezik, köszönhetően a hidroxidionok és oxóniumionok egyenlő koncentrációjának. Képes oldatba vinni a pozitív töltésű fémionokat, és a negatív töltésű nem-fém ionokat. Az élőlények molekulái a vízhez eltérő módon viszonyulhatnak: lehetnek hidrofóbok (vízben nem oldódnak), illetve hidrofilak (vízben oldódnak). Ezen tulajdonságnak köszönhetően alakulnak ki a sejthártyák. A jég kisebb sűrűségű, mint a folyékony víz. Ennek köszönhetően lebeg, így meggátolja a Föld óceánjainak teljes befagyását. A vízmolekulák között másodlagos kötőerők is kialakulhatnak, köszönhetően annak, hogy a kötésen belül a hidrogén (H) pozitívan polározott, így egy másik vízmolekula nagy elektronegativitású oxigénatomja hidrogén-híd kötést létesíthet vele.
Más kémiai elemek is képesek lehetnek az élet alapjául szolgálni (Lásd még: Nem szén alapú biológia), ezek közül a szilícium a legvalószínűbb alternatíva, de ammóniaalapú életformák is létezhetnek, főleg egy bolygó légkörében.
A Földön kívüli élet biokémiai alapját kutató tudományágat asztrobiológiának nevezzük.
A legtöbb tudós úgy tartja, hogy létezik Földön kívüli élet, melyek evolúciója önállóan ment végbe különböző helyeken az univerzumban. Kevesebben képviselik a pánspermia elméletét, amely azt sugallja, hogy a világegyetemben lévő élet eredetileg egyetlen helyen alakult ki, majd onnan jutott el más bolygókra.

### Szilíciumalapú élet
A szilíciumalapú életet a legtöbb tudós valószínűtlennek tartja annak ellenére, hogy látszólag a szén és a szilícium kémiai tulajdonságai hasonlóak; például ahogy van a szénnél metán (CH4), úgy van a szilíciumnál szilán (SiH4), és mindkettő alkothat hosszú polimereket.
De a szilícium eléggé indifferens, nehezen reagál az oxigénnel, ami azt jelenti, aligha jönne létre légzésre használható mennyiség. Ráadásul, amíg a CO2 olyan gáz, amelyet könnyen el lehet távolítani a szervezetből, addig a SiO2 szilárd anyag, azonnal kristályrácsba rendeződik, és nehezen lenne eltávolítható a szervezetből.
Mindezeken felül, a szilíciumból sok olyan vegyületet sem lehet felépíteni, amelyekben megjelenik a kiralitás, ami a szénalapú molekulák alapvető tulajdonsága, és elengedhetetlen az enzimek megfelelő működéséhez.
Csillagászati oldalon is vannak arra utaló jelek, amelyek azt sugallják, hogy a szilíciumalapú élet valószínűtlen. Bármerre kutattak a csillagászok, sehol sem fedezték fel a szilíciumalapú biokémia elővegyületeit. Összetett szénalapú vegyületekből bőven van az űrben, a szilícium esetében azonban csak az egyszerű oxidjait találták meg, eddig soha nem találtak összetett molekulákat, szilánt vagy szilikonokat.

### Ammóniaalapú élet
A Földön minden élet a vízen alapul és annak számos kémiai tulajdonságán, és csakugyan, a modern kémia jelentős része foglalkozik a vizes oldatokkal. Mindamellett számos kémiai reakció lehetséges ammóniaoldatban, és néhány szempontból kémiai hasonlóság áll fenn a folyékony ammónia és a víz között. Az ammónia legalább olyan jól oldja a legtöbb szerves molekulát, mint a víz, és ráadásul képes sok elemi fém feloldására. Ezekkel a kémiai tulajdonságokkal elméletileg lehetséges lenne az ammóniaalapú élet.
Más részről az ammóniaalapú élet elmélete felvet néhány problémát. Az ammónia forráspontja csupán fele a vízének, és felületi feszültsége háromszor kisebb. Ez azt jelenti, hogy az ammóniamolekulák közti hidrogénkötések mindig sokkal gyengébbek, mint a víz esetében, így az ammónia sokkal kevésbé képes megkötni az apoláris molekulákat. E képesség hiányában kérdéses, hogy az ammónia mennyire tudja együtt tartani a sejtalkotó molekulákat, amelyek elengedhetetlenek egy önreprodukáló rendszer felépítéséhez.
Egy ammónián alapuló bioszféra olyan hőmérsékleten vagy légnyomáson lenne a legvalószínűbb, mely különösen szokatlan a földi életnek. A földi élet általában a víz olvadás- és forráspontja között lelhető fel; egy atm nyomáson 0 °C (273K) és 100 °C (373K) közt. Ugyanezen nyomáson az ammónia olvadás- és forráspontja -78 °C (195K), illetve -33 °C (240K). Rendkívül alacsony hőmérsékleten azonban a biokémiai reakciók nagymértékben lelassulnak, ezzel egy időben pedig a magas olvadáspont miatt néhány szerves vegyület kicsapódik az oldatból. Az ammónia folyékony lehet a Földön megszokott hőmérsékleten, de jóval magasabb nyomáson is, például 60 atm nyomáson 98 °C-on forr és -77 °C-on olvad.
Egy ammónia-víz oldat azonban megfelelő közeg volna a víz alapúhoz hasonló vegyületek épüléséhez a víznél megszokott hőmérsékleteken. Ilyen körülmények uralkodhatnak a Szaturnusz legnagyobb holdja, a Titán felszíne alatt.

## A Földön kívüli életbe vetett hit

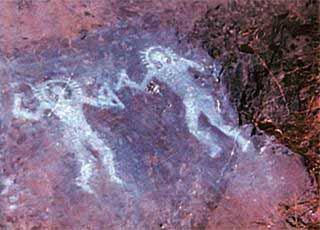
Az olaszországi Val Camonicában található ősrégi ábra

A Földön kívüli élet létezésébe vetett hit már az ókori Egyiptomban, Babilonban és a suméroknál is jelen lehetett. Az első fontos nyugati gondolkodó, aki felvetette más lakott világok ötletét, Thalész ókori görög író és tanítványa, Anaximandrosz volt az i. e. 7. században. A görög atomisták is elfogadták az elképzelést, és amellett érveltek, hogy egy végtelen Univerzumban a lakott világok száma is végtelen. Arisztotelész kozmológiája (amely a Földet tekintette a Világegyetem közepének) látszólag a Földön kívüli élet elmélete ellen szólt, és amikor a kereszténység elterjedt a nyugati világban, a Földön kívüli élet létezéséről szóló elméletet eretnekséggé nyilvánították, mivel ellentmondott a Biblia teremtéstörténetének. A Földön kívüli élet elképzelésének legismertebb modern idők előtti pártolója Giordano Bruno volt, akit ezért és más nézeteiért 1600-ban máglyán megégettek.
A 20. században – főleg a sci-fi közkedveltté válása miatt – a téma minden addiginál népszerűbb lett, a „kis zöld emberkék” részei a modern mitológiának. Erich von Däniken nyomán elterjedt az a nézet, hogy földönkívüli lények a régmúltban rendszeresen látogatták a Földet, esetleg az emberi faj kifejlődése is nekik köszönhető. Egyesek szerint az égen megfigyelhető azonosítatlan repülő tárgyak (UFO) valójában intelligens földönkívüliek űrjárművei, míg mások azt állítják, már találkoztak ilyen lényekkel. Néhányan a gabonaköröket is a földönkívülieknek tulajdonítják.
Noha legalább egy újabb keletű tanulmány jelent meg egy elismert, pártatlan tudományos folyóiratban, mely az UFO jelenségek újraértékelését sürgette (Deardorff et al., 2005), a vezető tudományos körök a jelenleg rendelkezésre álló kétes bizonyítékok ismeretében nem támogatják az ilyen igényeket.
A primitív földön kívüli élet lehetősége sokkal kevésbé vitatott a tudósok körében, bár jelen pillanatban erről sincs semmilyen közvetlen bizonyíték. Közvetett bizonyítékok valószínűsítik primitív életformák létezését a múltban (és esetleg a jelenben) a Marson, de perdöntő bizonyítékok még nincsenek. A Mars kutatásának egyik fő célja épp a korábban létezett vagy a felszín alatt talán még ma is létező primitív életformák nyomainak meglelése.

## A Földön kívüli élet kezelése, bánásmód az idegenekkel
Ha intelligens Földön kívüli életre találunk, és képesek vagyunk kommunikálni vele, az emberiségnek meg kell állapodnia, hogyan kezelje ezeket a kapcsolatokat. A Földön kívüli élettel foglalkozó irányelvek kidolgozásának ötlete Michael Sallához és Alfred Webre-hez köthető, akik ezeket az irányelveket exopolitikának nevezték el.

## Külső hivatkozások
- Exopolitics.com szerző: Alfred Webre
- Szilíciumalapú élet, szerző: David Darling
- Ammóniaalapú élet szerző: David Darling